# Maximilian von Weichs

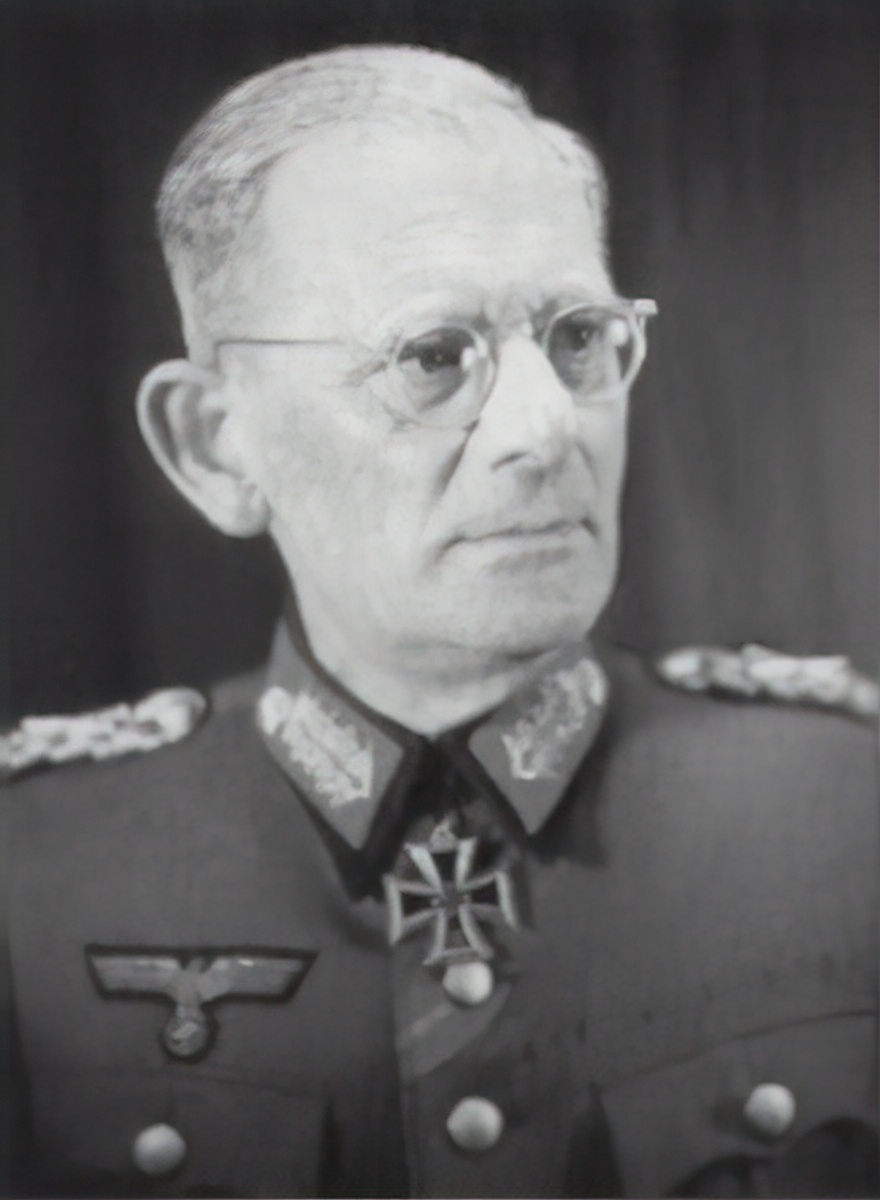
Maximilian von Weichs als Generalfeldmarschall im Jahre 1943

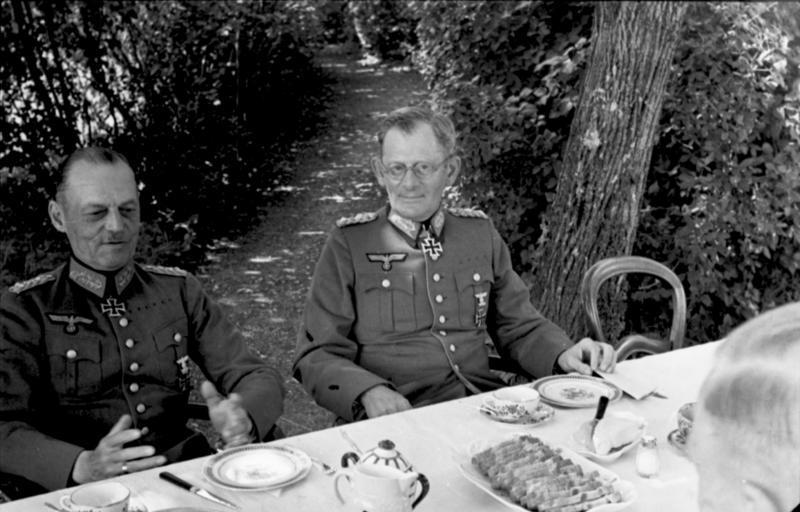
Generäle Maximilian von Weichs (Mitte) und Gerd von Rundstedt in Frankreich, Juni 1940

Maximilian Maria Joseph Karl Gabriel Lamoral Reichsfreiherr von und zu Weichs an der Glonn  (* 12. November 1881 in Dessau; † 27. September 1954 auf Schloss Rösberg in Bornheim-Rösberg) war ein deutscher Heeresoffizier (ab 1943 Generalfeldmarschall) und während des Zweiten Weltkrieges Armee- und Heeresgruppenoberbefehlshaber.

## Leben

### Familie
Er entstammte dem alten bayerischen Adelsgeschlecht Weichs und war der Sohn eines herzoglich anhaltinischen Oberstallmeisters und Rittmeisters a. D. Weichs verheiratete sich 1928 mit Margarethe von Niesewand.

### Bayerische Armee
Weichs trat nach dem Abitur am Wilhelmsgymnasium München 1900 als Fahnenjunker in das 2. Schwere-Reiter-Regiment „Erzherzog Franz Ferdinand von Österreich-Este“ der Bayerischen Armee in Landshut ein. Dort stieg er bis zum Oberleutnant auf und war von 1905 bis 1908 als Regimentsadjutant eingesetzt. Nachdem Weichs 1908 in München die Equitationsanstalt besucht hatte, absolvierte er von 1910 bis 1913 die Kriegsakademie, die ihm die Qualifikation für den Generalstab und den Referatsdienst aussprach. Im Anschluss wurde Weichs in die Zentralstelle des Generalstabs versetzt und hier 1914 zum Rittmeister befördert.
Bei Ausbruch des Ersten Weltkriegs war Weichs als Kommandant des Stabsquartiers der Kavallerie-Division eingesetzt und bereits im Oktober 1914 wurde er zum Adjutanten der 4. Kavallerie-Brigade ernannt. 1915 wurde Weichs Ib der 5. Infanterie-Division, bei Kriegsende 1918 war er im Stab des stellvertretenden Generalkommandos des II. Armee-Korps eingesetzt.

### Weimarer Republik
Nach Abschluss des Versailler Vertrags war Weichs im Stab der Reichswehr-Brigade 23 eingesetzt und seit 1920 für drei Jahre Generalstabsoffizier bei der 3. Kavallerie-Division in Kassel. 1923 wurde Weichs, zwischenzeitlich zum Major befördert, Eskadronchef beim 18. Reiter-Regiment in Stuttgart-Cannstatt. Anschließend war er bis Ende Januar 1928 als Taktiklehrer an der Infanterieschule in Ohrdruf eingesetzt. Ab 1. Februar 1928 war Weichs als Oberstleutnant Kommandeur des 18. Reiter-Regiments. Mit dem 1. März 1930 wurde er Chef des Stabes der 1. Kavallerie-Division in Frankfurt (Oder). Am 1. November desselben Jahres wurde er zum Oberst ernannt.

### Zeit des Nationalsozialismus

#### Vorkriegszeit

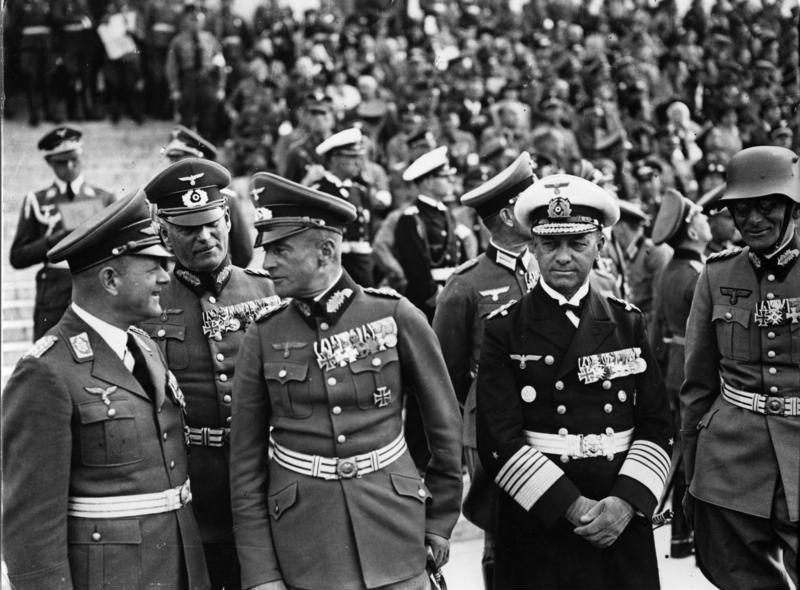
Freiherr von Weichs (mit Stahlhelm), Kommandierender General des XIII. Armeekorps, mit General der Flieger Milch, General der Artillerie Keitel, Generaloberst von Brauchitsch und Generaladmiral Raeder während des „Tags der Wehrmacht“ auf dem Reichsparteitag, September 1938

Nachdem Weichs am 1. April 1933 zum Generalmajor befördert und gleichzeitig zum Infanterieführer III in Potsdam ernannt worden war, erfolgte bereits im Oktober 1933 die Ernennung zum Kommandeur der 3. Kavallerie-Division in Weimar.
1935 wurde unter Weichs’ Leitung begonnen, die 3. Kavallerie-Division zur 1. Panzer-Division umzubilden. Weichs wurde im April 1935 zum Generalleutnant befördert, eineinhalb Jahre später zum General der Kavallerie und nach einem weiteren Jahr am 12. Oktober 1937 zum Kommandierenden General des XIII. Armeekorps und des Wehrkreises XIII in Nürnberg.
Im Frühjahr 1939 war Weichs mit seinem Korps an der Besetzung der Rest-Tschechei beteiligt.

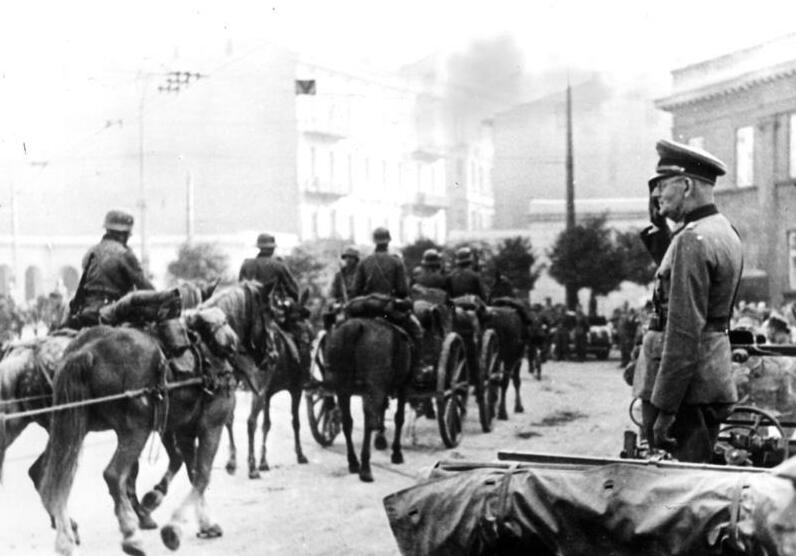
Einzug deutscher Truppen in Łódź am 9. September 1939, Weichs nimmt den Vorbeimarsch ab.

#### Zweiter Weltkrieg
Zu Beginn des Zweiten Weltkrieges während des Überfalls auf Polen war von Weichs weiterhin Kommandierender General des XIII. Armeekorps. Das Armeekorps war Teil der 8. Armee, welche von Johannes Blaskowitz befehligt wurde. In seiner Stellung als Chef des XIII. Armeekorps nahm er am 9. September kampflos Łódź ein und beteiligte sich ab Mitte September an der Eroberung Warschaus. Nach Ende der Schlacht übernahmen Teile seines Armeekorps die Besetzung von Warschau. Am 20. Oktober 1939 wurde er zum Oberbefehlshaber der 2. Armee ernannt und nahm am Westfeldzug teil. Für den Westfeldzug unterstand er Gerd von Rundstedts Heeresgruppe A.
Mit der 2. Armee nahm Weichs dann ab dem 10. April 1941 am Balkanfeldzug teil und nahm am 17. April die Kapitulation der jugoslawischen Armee entgegen.

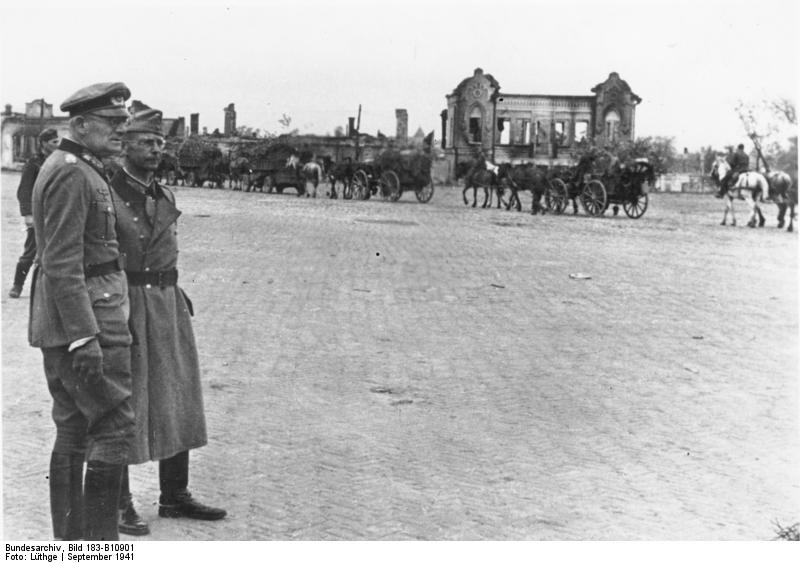
Maximilian von Weichs im Vordergrund mit Herbert Loch bei einer Parade bespannter deutscher Truppeneinheiten, Tschernihiw, September 1941

Bei Beginn des Krieges gegen die Sowjetunion am 22. Juni 1941 waren Weichs und seine 2. Armee im Verband der Heeresgruppe Mitte eingesetzt. Für die Schlacht um Kiew wurden die 2. Armee und die Panzergruppe 2 zeitweilig nach Süden abgedreht. Im Juni 1942 wurde Weichs zum Oberbefehlshaber einer nach ihm benannten Armeegruppe ernannt, die den Auftrag erhielt, Woronesch einzunehmen.
Mitte Juli 1942 übernahm er anstelle des abgesetzten Fedor von Bock die Führung der neu gebildeten Heeresgruppe B, mit der er das Unternehmen Braunschweig, den Vorstoß nach Stalingrad, durchführen sollte. Nach den Erfolgen der sowjetischen Operation Uranus in der Schlacht von Stalingrad bildete der südliche Teil seiner Heeresgruppe die neue Heeresgruppe Don, die jedoch bereits im Winter 1942/43 durch Gegenoffensiven der Roten Armee praktisch zerschlagen und aufgelöst wurde. Am 1. Februar 1943 wurde Weichs dennoch zum Generalfeldmarschall ernannt und im Juli 1943 in die Führerreserve versetzt.
Bereits im August 1943 wurde Weichs jedoch reaktiviert und zum Oberbefehlshaber Südost und gleichzeitig zum OB der Heeresgruppe F ernannt. In dieser Zeit war er Empfänger, Leser und vermutlich Verteiler der Sonette von Reinhold Schneider, welche seine mit Schneiders Verleger Karl Borromäus Glock befreundete Frau ihm zusandte.
Im Herbst 1944 organisierte er die Räumung Griechenlands und Jugoslawiens von deutschen Truppen während der sowjetischen Belgrader Operation entgegen den Befehlen Hitlers, indem er planmäßige Rückzugsbewegungen in den Lagemeldungen an das OKW als durch feindliche Angriffe bedingt darstellte.

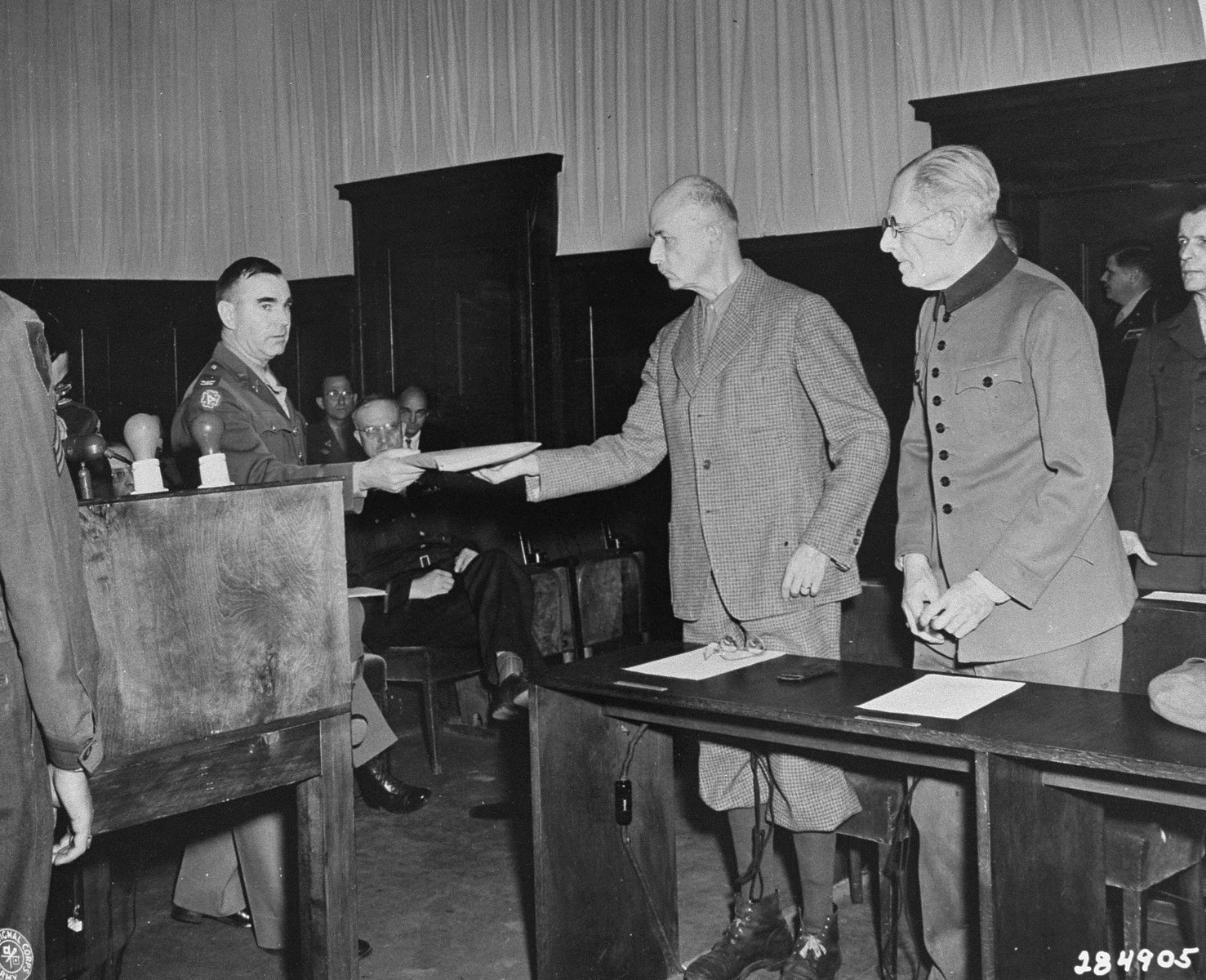
Wilhelm List und Maximilian von Weichs beim Südostprozess, Nürnberg 12. Mai 1947

Am 25. März 1945 wurde Weichs endgültig in die Führerreserve versetzt und am 2. Mai 1945 von US-amerikanischen Einheiten in Ettal in Bayern gefangen genommen.
Im Geiselmord-Prozess ab dem 10. Mai 1947 wurde Weichs mit anderen Offizieren der Wehrmacht wegen der Ermordung Hunderttausender von Personen der Zivilbevölkerung angeklagt. Das Verfahren gegen Weichs wurde aber wegen seines schlechten Gesundheitszustands eingestellt und er aus der Haft entlassen.

### Auszeichnungen (Auswahl)
- Eisernes Kreuz (1914) II. Klasse, 5. Oktober 1914[6]
- Eisernes Kreuz I. Klasse, 13. November 1915
- Ritterkreuz des Königlichen Hausordens von Hohenzollern mit Schwertern, 22. April 1918
- Ritterkreuz des Eisernen Kreuzes, 29. Juni 1940
- Ritterkreuz des Eisernen Kreuzes mit Eichenlaub, 5. Februar 1945.